# Брукс, Фредерик
Фредери́к Фи́ллипс Брукс-младший (англ. Frederick Phillips Brooks, Jr.; 19 апреля 1931, Дарем, Северная Каролина — 17 ноября 2022, Чапел-Хилл, Северная Каролина) — американский учёный в области теории вычислительных систем, автор книги «Мифический человеко-месяц». Управлял разработкой OS/360 в IBM. Награждён Премией Тьюринга в 1999 году.

## Биография
Брукс окончил Университет Дьюка в 1953 году бакалавром по физике, затем покинул родной город, чтобы получить учёную степень по прикладной математике в Гарвардском университете в 1956 году. Его научным руководителем был Говард Эйкен. Сразу после защиты диссертации Брукс пошёл работать в IBM, где он занимался разработкой архитектуры суперкомпьютеров IBM 7030 Stretch и IBM 7950 Harvest. Затем он возглавил разработки семейства мейнфреймов IBM System/360 и их операционной системы OS/360. В это время он с коллегами вводит в обращение термин «Архитектура компьютера» (англ. «Computer architecture»).
В 1964 году Брукс покинул IBM и основал факультет информатики в Университете Северной Каролины в Чапел-Хилл. Брукс возглавлял его в течение двадцати лет. По состоянию на 2008 год он все ещё участвовал в исследованиях, в основном — виртуальной реальности и молекулярной графики.
Брукс является автором популярной статьи «Серебряной пули нет» и бестселлера «Мифический человеко-месяц». Его слова из этой книги 1975 года стали так называемым «законом Брукса»:
| Если проект не укладывается в сроки, то добавление рабочей силы задержит его ещё больше. Оригинальный текст (англ.)Adding manpower to a late software project makes it later. |

В середине 1980-х годов Брукс держал доклад в колледже Де Анца (Купертино, Калифорния), недалеко от штаб-квартиры корпорации Apple. Исполнительный директор корпорации Жан-Луи Гассье заказал по экземпляру книги для каждого сотрудника. Многие из разработчиков пришли на доклад, прочитав труд Брукса.
В 1994 году Брукс стал членом Ассоциации вычислительной техники.
Скончался 17 ноября 2022 года.

## Награды
- 1970 — Computer Sciences Distinguished Information Services Award — Information Technology Professionals
- 1970 — Премия Уоллеса Макдауэлла — IEEE Computer Group
- 1982 — Computer Pioneer Award — IEEE Computer Society
- 1985 — Национальная медаль США в области технологий и инноваций
- 1986 — Thomas Jefferson Award — UNC-Chapel Hill
- 1989 — Мемориальная премия Гарри Гуда
- 1993 — Медаль Джона фон Неймана — IEEE
- 1996 — Премия Бауэра
- 1999 — Премия Тьюринга «за исторически значимый вклад в архитектуру компьютеров, операционные системы и инженерию программного обеспечения» («for landmark contributions to computer architecture, operating systems, and software engineering»)[7]
- 2004 — Премия Эккерта — Мокли — ACM и IEEE Computer Society

## Книги и статьи
- Фредерик П. Брукс. Проектирование процесса проектирования: записки компьютерного эксперта = The Design of Design: Essays from a Computer Scientist. — М.: «Вильямс», 2012. — 464 с. — ISBN 978-5-8459-1792-8.
- Фредерик Брукс. Мифический человеко-месяц, или Как создаются программные системы = The mythical Man-Month: Essays on Software Engineering. — Символ-Плюс, 2010. — 304 с. — (Профессионально). — 1500 экз. — ISBN 5-93286-005-7.
- Brooks, Frederick P. No Silver Bullet: Essence and Accidents of Software Engineering (англ.) // IEEE Computer Society Press. Computer : журнал. — Апрель 1987. — Vol. 20, no. 4. — P. 10—19. — ISSN 0018-9162. — doi:10.1109/MC.1987.1663532. Архивировано 8 сентября 2015 года. (см. No Silver Bullet (англ.))
- Brooks, Frederick P. The Design of Design: Essays from a Computer Scientist (англ.). — 1st ed. — Addison–Wesley Professional, 2010. — P. 448. — ISBN 978-0-201-36298-5.
- Brooks, Frederick P. The Mythical Man-Month: Essays on Software Engineering (англ.). — 1st ed. — Addison–Wesley, 1975. — P. 200. — ISBN 978-0-201-00650-6. (перепечатано с исправлениями в январе 1982 года)
- Brooks, Frederick P. The Mythical Man-Month: Essays on Software Engineering: 20th Anniversary Edition (англ.). — 2nd ed. — Addison–Wesley Professional, 1995. — P. 336. — ISBN 978-0-201-83595-3. (переиздание с четырьмя дополнительными главами)
- Brooks, Frederick P.; Blaauw, Gerrit A. Computer Architecture: Concepts and Evolution (англ.). — 1st ed. — Addison–Wesley Professional, 1997. — P. 1264. — ISBN 978-0-201-10557-5.
- Brooks, Frederick P.; Iverson, Kenneth E. Automatic Data Processing (англ.). — John Wiley & Sons, 1963.
- Brooks, Frederick P.; Iverson, Kenneth E. Automatic Data Processing: System/360 Edition (англ.). — John Wiley & Sons, 1969. — P. 466. — ISBN 978-0-471-10605-0.
- Brooks, Frederick P.; Iverson, Kenneth E.; Ireson, Kenneth E. Automatic Data Processing: System/360 (англ.). — John Wiley & Sons, 1969. — P. 486. — ISBN 978-0-471-10605-0.